# Gentrit Citaku
Gentrit Citaku född 25 februari 1996 i Norrköping, är en svensk fotbollsspelare som spelar för IFK Berga. 

## Klubbkarriär
Citaku började spela fotboll i Hageby IF och kom till IFK Norrköping som 13-åring.
I augusti 2018 gick Citaku till division 3-klubben Smedby AIS. I april 2019 skrev han på för Assyriska IF. I februari 2020 värvades Citaku av IK Sleipner. I augusti 2022 gick han till Adas United.
Inför säsongen 2023 blev Citaku klar för spel i division 2-klubben IFK Berga.

## Landslagskarriär
Citaku har tagit brons i U17-EM och U17-VM med det svenska U17-landslaget.